# كواتيمير دي كوينسي
أنطوان كريسوستوم كواتريمير دي كوينسي (بالفرنسية: Antoine Chrysostome Quatremère de Quincy)‏، كان عالم آثار فرنسي ومُنّظر معماري وعضو في الماسونية. كان كاتبًا مؤثرًا في مجال الفن. وُلد في 21 أكتوبر 1755 وتوفي في 28 ديسمبر 1849.

## حياته
وُلد كاترمر دي كوينسي في باريس وتلقى تعليمه في القانون ثم في الفن والتاريخ في إعدادية لويس لو جراند. تدرب لفترة في ورشة غيوم كوستو الأصغر وبيير جوليان، حيث اكتسب خبرة عملية في فن النحت. أثارت رحلة إلى نابولي مع جاك لوي دافيد اهتمامه بالعمارة اليونانية والرومانية.
شارك في أحداث الثورة الفرنسية وكان من المؤيدين الملكيين في الجمعية الوطنية. خلال فترة عمله في لجنة التعليم العامة، قدم برنامجا لإصلاح الأكاديميات القديمة. في عام 1791، قاد تحويل كنيسة سانت جينيفيف إلى البانثيون، مما منحها طابع الضريح. في عام 1795، أُتهم بالمشاركة في مؤامرة ملكية وأدين بالإعدام، لكنه بُرّئ لاحقاً.
في يوليو 1796، كتب ضد خطط فرنسا للاستيلاء على الأعمال الفنية من روما، وبدلاً من ذلك اقترح على القوى الأوروبية أن تساهم بمبلغ لحماية الفن والمعرفة. كتب هذا بينما كان مختبئًا، مستشهداً بفلسفة إيمانويل كانت وغيتهولد ليسينغ.
في عام 1797، انتُخب لعضوية مجلس الخمسمائة لكنه لجأ إلى ألمانيا بعد انقلاب فروكتيدور. في المنفى، قرأ كتب كانت وليسينغ، والتي أثرت في نظرياته. عاد إلى باريس في عام 1800 وعُين أمين سر مجلس السين، وابتداءً من 1816 حتى 1839، شغل منصب الأمين الدائم لأكاديمية الفنون الجميلة، مما منحه تأثيرًا كبيرًا على المعايير والتوجهات المعمارية المعتمدة من قبل السلطات الحكومية في فرنسا.
أسس كاترمر دي كوينسي العديد من الأعمال والمقالات. كتب ثلاثة مجلدات عن العمارة في الموسوعة المنهجية من 1788 إلى 1825. نُشر قاموسه التاريخي للعمارة بين عامي 1832 و1833. كتب أيضًا سير ذاتية لعدة فنانين، بما في ذلك أنطونيو كانوفا ورابيل وميكيلانجيلو.
حول كاترمر دي كوينسي مجاز العمارة كلغة إلى إطار لإعادة تصور هيكل العمارة. كما كانت مقالاته، مثل "العمارة المصرية"، مؤثرة في مرحلة إحياء العمارة النيوكلاسيكية بفضل ملاحظاته النظرية حول أصول العمارة.